# Smithfield (Nebraska)
Pour les articles homonymes, voir Smithfield.
La ville américaine de Smithfield est située dans le comté de Gosper, dans l’État de Nebraska. Elle comptait 54 habitants lors du recensement de 2010.

## Source
- (en) Cet article est partiellement ou en totalité issu de l’article de Wikipédia en anglais intitulé « Smithfield, Nebraska » (voir la liste des auteurs).